# Janaína (futebolista)
Janaína Queiroz Cavalcante (Fortaleza, 2 de abril de 1988) é uma futebolista brasileira que atua como zagueira. Atualmente, atua pelo 3B da Amazônia.
É irmã da também futebolista Jayanne Queiroz.
Participou, pela Seleção Brasileira, da Copa do Mundo Sub-20 no Chile.

## Clubes
A atleta iniciou a sua carreira no Santos, em 2008. Pelo time do litoral paulista, conquistou dois Paulistões, duas Copas do Brasil, três Libertadores e um Mundial de Clubes até 2011.
No Brasil, a jogadora atuou no Centro Olímpico-SP em 2012 e ainda no mesmo ano, passou pelo FC Zorky Krasnogorsk da Rússia.
Esteve no São José em 2013 e 2014, Vitória de Santo Antão-PE em 2014 e retornou ao Santos em 2015, antes de passar pelo Corinthians/Audax-SP em 2016 e 2017.
Entre 2017 e 2019, a brasileira defendeu o Braga, onde conquistou a Taça de Portugal, Campeonato Nacional e a Supertaça.
Em agosto de 2020, foi anunciada pelo Palmeiras.
Em janeiro de 2021, chegou ao Grêmio.
Em agosto de 2021, foi anunciada pelo Famalicão, equipe da primeira divisão do futebol português.

### Seleção Brasileira
Fez parte do elenco campeão do Sul-Americano Sub-20 e que disputou a Copa do Mundo da categoria no mesmo ano.
Estreou pela Seleção principal aos 21. Integrou o elenco que conquistou o título do Torneio Internacional de Clubes, em 2009.

## Títulos
Santos
- Copa do Brasil: 2008 e 2009
- Copa Libertadores da América: 2009 e 2010
- Campeonato Paulista: 2010 e 2011
- Mundial de Clubes: 2011
- Copa Paulista: 2024

Corinthians/Audax
- Copa do Brasil: 2016

Braga
- Taça de Portugal: 2019–20
- Campeonato Nacional: 2018–19
- Supertaça de Portugal: 2022

Seleção Brasileira
- Campeonato Sul-Americano de Futebol Feminino Sub-20: 2008
- Torneio Internacional: 2009